# Krajewo Wielkie (województwo warmińsko-mazurskie)
Krajewo Wielkie – osada w Polsce położona w województwie warmińsko-mazurskim, w powiecie nidzickim, w gminie Janowiec Kościelny.
W latach 1975–1998 miejscowość administracyjnie należała do województwa olsztyńskiego.